# Kleinhennersdorf

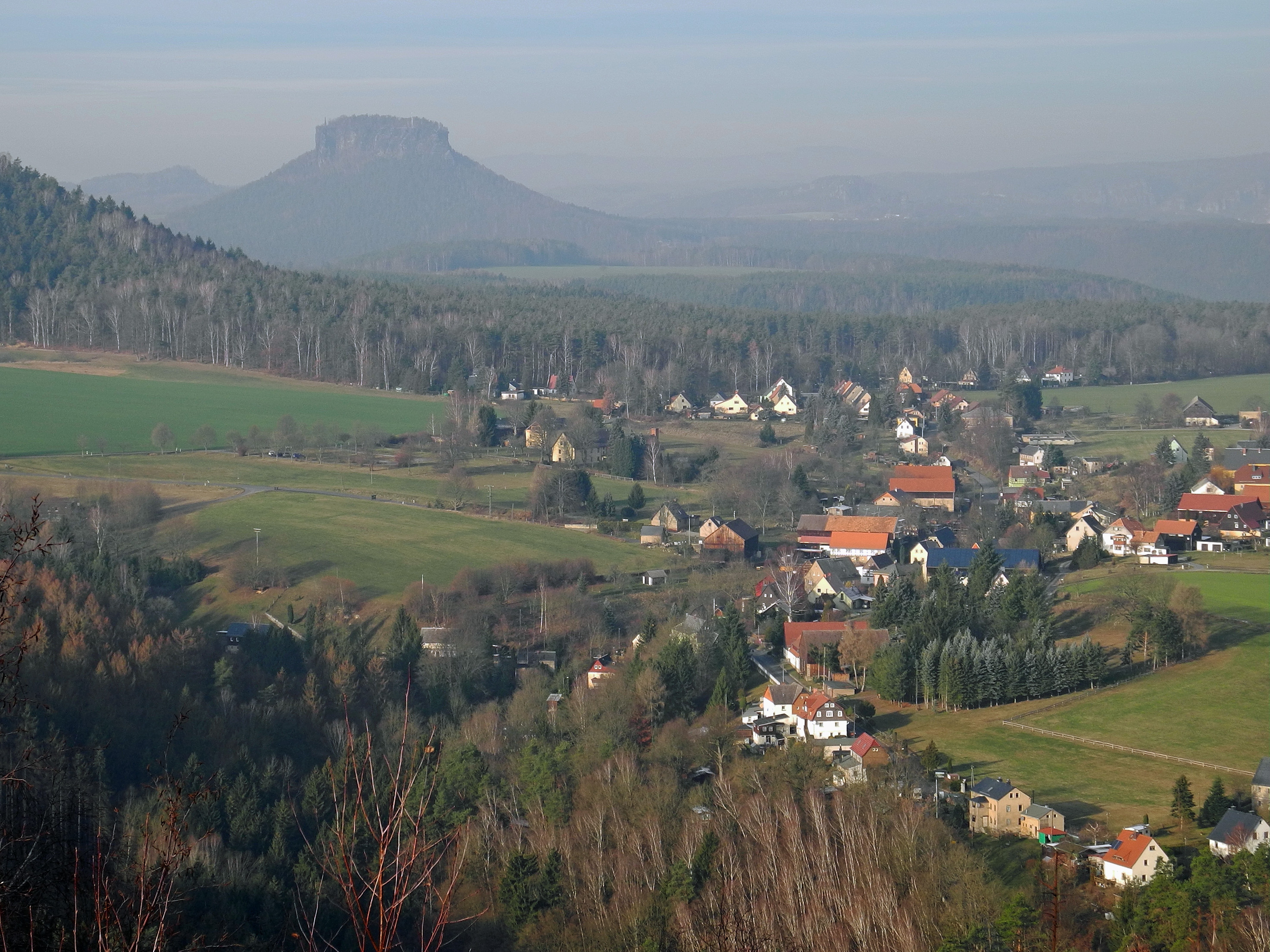
Aussicht vom Kohlbornstein auf Kleinhennersdorf

Kleinhennersdorf ist ein Ortsteil der Gemeinde Gohrisch im Landkreis Sächsische Schweiz-Osterzgebirge.

## Geographie
Kleinhennersdorf liegt südöstlich der sächsischen Landeshauptstadt Dresden in der Sächsischen Schweiz und im Elbsandsteingebirge. Es befindet sich im Osten des Landkreises Sächsische Schweiz-Osterzgebirge im Landschaftsschutzgebiet Sächsische Schweiz. Das Waldhufendorf liegt im Norden der Gemeinde Gohrisch. Die Ortslage befindet sich auf dem als Kleinhennersdorfer Ebenheit bezeichneten Nordteil der Papstdorfer Ebenheit in einem kleinen Seitental des Liethenbachs, der in Krippen von links in den Krippenbach mündet. Am westlichen Dorfrand ragt der Kleinhennersdorfer Stein empor, ein Tafelberg.
Die Kleinhennersdorfer Waldhufenflur, die zum Großteil landwirtschaftlich genutzt wird, umfasste ursprünglich 210 Hektar. Die Gemarkung vergrößerte sich aber auf mehr als das Doppelte, als ihr einige bewaldete Flächen zugeschlagen wurden. Die Südgrenze der Kleinhennersdorfer Flur verläuft im Liethengrund unter Einschluss der Liethenmühle, wo die ebenfalls zu Gohrisch gehörende Ortschaft Papstdorf mit Koppelsdorf benachbart ist. Im äußersten Westen grenzen auf einem kurzen Abschnitt im Rietzschgrund die Fluren von Kurort Gohrisch an. Ebenfalls westlich benachbart ist Königstein, zu dessen Flur der linke, westliche Teil des Rietzschgrunds gehört. Im Norden, am Hang des Tals der Elbe, sowie im Osten am Rand des Krippengrunds grenzt die Flur des nordöstlichen Nachbarorts Krippen an, der zu Bad Schandau gehört. Nächster Ort in nördlicher Richtung ist neben Bad Schandau der Rathmannsdorfer Ortsteil Wendischfähre, beide rechtselbisch gelegen.
Die wichtigsten Straßen auf Kleinhennersdorfer Flur sind die Hauptstraße, die als Kreisstraße 8744 von Gohrisch über Papstdorf und Kleinhennersdorf nach Krippen führt und den Kleinhennersdorfer Ortskern erschließt, sowie die Schandauer Straße (Rietzschgrundstraße), die am Westrand der Flur den Kurort Gohrisch mit dem Bahnhof Bad Schandau und der Bundesstraße 172 verbindet. Kleinhennersdorf ist an das Busnetz des Regionalverkehrs Sächsische Schweiz-Osterzgebirge (RVSOE) angeschlossen.

## Geschichte

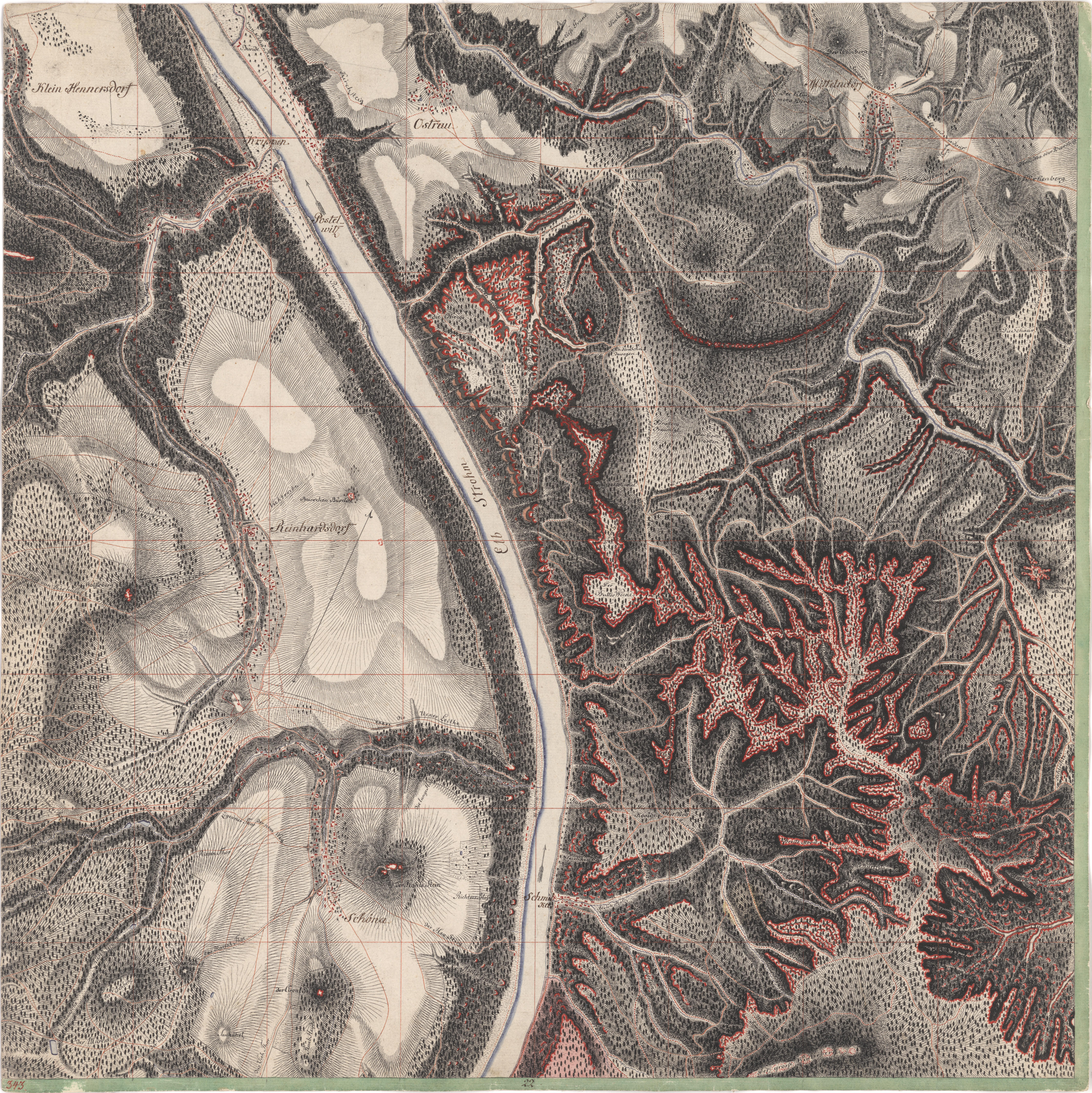
Klein-Hennersdorf (linke obere Ecke) auf dem Blatt Nr. 343 der Meilenblätter von Sachsen 1782

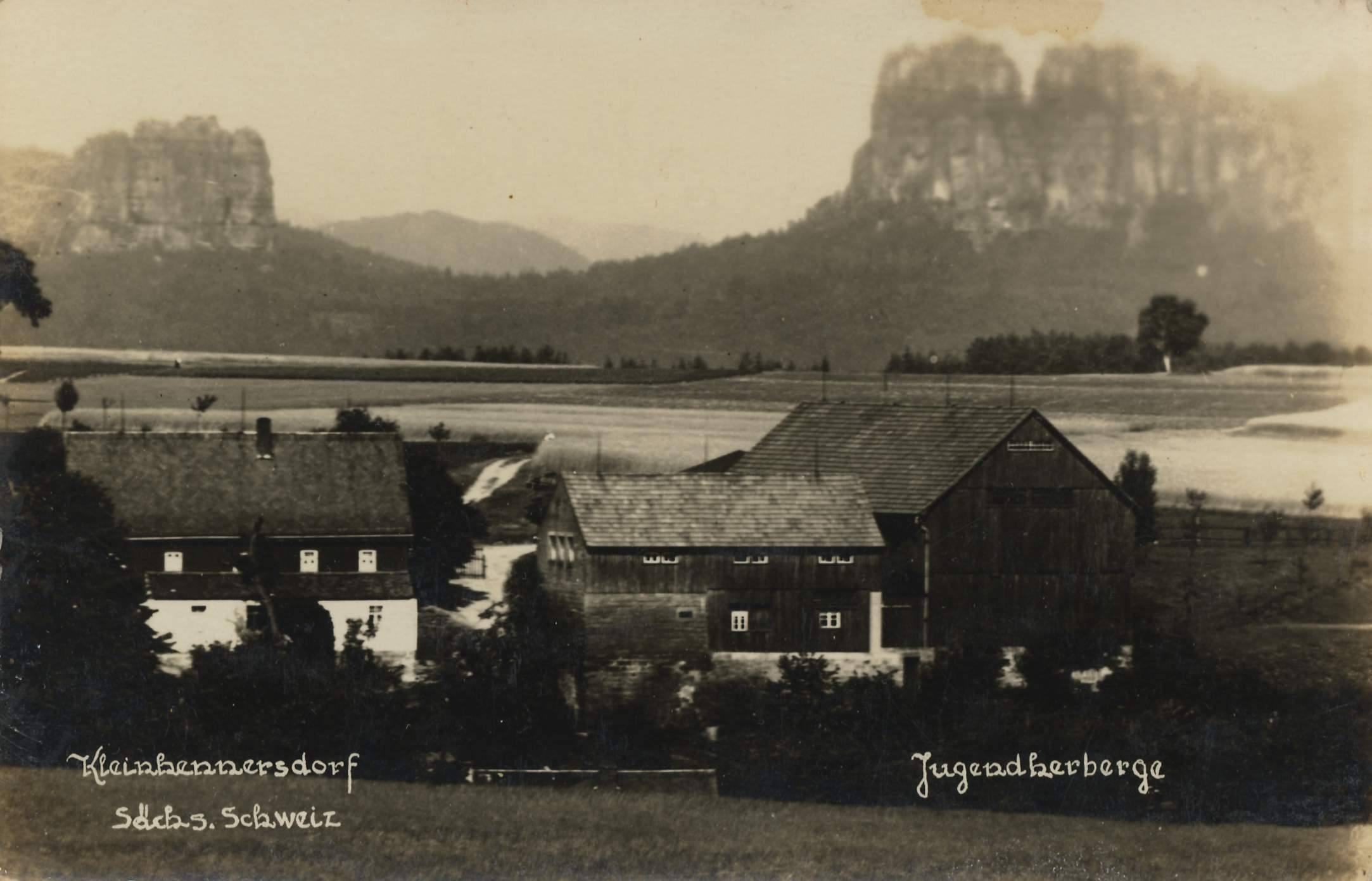
Jugendherberge Kleinhennersdorf um 1900

Die erste urkundliche Erwähnung als das Wyndesche Heynersdorff erfolgte 1439. Mit der heutigen Form Kleinhennersdorf wird die Gemeinde im Sächsischen Ortsverzeichnis 1875 geführt. Weitere belegte Namensformen sind u. a. Heinrichstorf, Wildenheinersdorff und Klein Heinersdorff und ähnliche Formen.
Die Erstbesiedlung erfolgte durch fränkische Siedler entlang des Liethenbachs.
Für das Jahr 1451 ist ein Vorwerk überliefert, das zur Pflege Königstein, einem Unteramt des Amts Pirna gehörte. Für die Jahre 1548 und 1764 ist der Status als Amtsdorf nachweisbar. Im 18. Jahrhundert wurden die sogenannten Bornsteinbrüche erschlossen. Ab 1856 unterstand das Dorf dem Gerichtsamt Königstein, ab 1875 der Amtshauptmannschaft Pirna (ab 1939 Landkreis Pirna). Mit der DDR-Kreisreform 1952 gehörte Kleinhennersdorf zum Kreis Pirna (ab 17. Mai 1990 Landkreis Pirna). Mit den Kreisreformen in Sachsen gehörte Kleinhennersdorf zum Landkreis Sächsische Schweiz (Kreisreform 1994) und heute zum Landkreis Sächsische Schweiz-Osterzgebirge (Kreisreform 2008).
Die Ortsteile Liethengrund und Rietzschgrund wurden 1940 nach Krippen umgegliedert. Kleinhennersdorf wurde 1974 nach Papstdorf eingemeindet, nach 1990 jedoch als Landgemeinde wieder ausgegliedert. 1994 erfolgte der Zusammenschluss mit Cunnersdorf b. Königstein, Papstdorf und Gohrisch zu Gohrisch.
| Jahr    | Einwohner                                              |
| ------- | ------------------------------------------------------ |
| 1548/51 | 9 besessene Mann, 7 Inwohner, 5 ¾ Hufen                |
| 1764    | 9 besessene Mann, 10 Häusler, 5 ¾ Hufen je 40 Scheffel |
| 1834    | 254                                                    |
| 1871    | 473                                                    |
| 1890    | 568                                                    |
| 1910    | 559                                                    |
| 1925    | 540                                                    |
| 1939    | 441                                                    |
| 1946    | 475                                                    |
| 1950    | 492                                                    |
| 1964    | 386                                                    |
| 1990    | 281                                                    |

Kleinhennersdorf wurde 1539 nach Papstdorf gepfarrt. 1925 waren 465 Einwohner Evangelisch-lutherischer, 5 katholischer Konfession und 70 anderen Glaubens. Von 1990 bis 2001 gehörte es zur Kirchgemeinde Papstdorf-Cunnersdorf, heute zur Kirchgemeinde Königstein-Papstdorf der Evangelisch-lutherischen Landeskirche Sachsen im Kirchenbezirk Pirna.
Kleinhennersdorf war bis 2018 staatlich anerkannter Erholungsort.